# مانويل خيمينيز فرنانديز
مانويل خيمينيز فرنانديز (بالإسبانية: Manuel Giménez Fernández)‏ هو سياسي إسباني، ولد في 6 مايو 1896 في إشبيلية في إسبانيا، وتوفي بنفس المكان في 27 فبراير 1968. انتخب عضو مجلس النواب الإسباني ‏.